# ロバート・ヒッチェンス

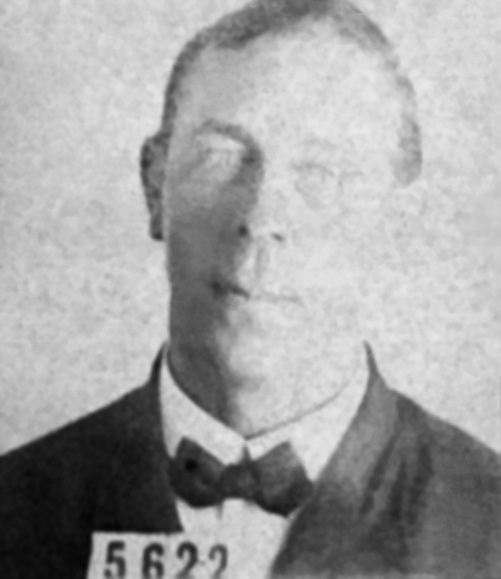
ロバート・ヒッチェンス

ロバート・ヒッチェンス（英語: Robert Hichens、1882年9月16日 - 1940年9月23日)は、イギリスの船員。客船タイタニックが氷山に衝突した際に舵を握っていた操舵員であり、6号ボートの責任者だった。ヒッチェンスの他、ヒチンズとも表記される。

## 生涯

### タイタニック号乗船までの経歴
1882年9月16日、コーンウォール・ペンザンス・ニューリンに漁師フィリップ・ヒッチェンス(Philip Hichens)とその妻レベッカ・ヒッチェンス、旧姓ウッド(Rebecca Hichens née Wood)の長男として生まれる。
ユニオン＝キャッスル・ラインや英領インドの航路の郵便船や定期船で操舵員(Quartermaster)として働いた。1906年までにフローレンス・モーティモア(Florence Mortimore)と結婚。彼女との間に2人の子供を持った。
タイタニック号勤務の直前にはボンベイの兵員輸送船ドンゴラ号(Dongola)で勤務していた。

### タイタニック号の操舵員
1912年4月6日にタイタニック号の6人の操舵員の一人として雇われた。
4月14日午後10時にヒッチェンスはアルフレッド・ジョン・オリバー(Alfred John Olliver)と勤務交代し、タイタニック号の舵を握った。午後11時40分、氷山を発見したマストの見張りから電話で「正面に氷山があります」との報告を受けた六等航海士ジェームズ・ポール・ムーディはブリッジの指揮を執る一等航海士ウィリアム・マクマスター・マードックに対してその言葉を繰り返して報告した。マードックはヒッチェンスに「取り舵一杯」の指示を出し、ヒッチェンスは操舵を左に回した。さらにマードックは機関室用信号機を使って両エンジンに全速後進の指示を出した。結果、氷山への正面衝突は免れたものの、船体右舷と氷山が接触した。

### 6号ボートの責任者
その後、ヒッチェンスは6号ボートの責任者としてタイタニック号を脱出したが、突然大きな権限を与えられたことでのぼせ上り、ボート内で暴君的に振舞った。一等客アーサー・ゴドフリー・ピューチェン少佐(化学薬品製造会社社長)にボートの指揮権を奪われることを恐れ、指揮を執っているのは自分であることを示そうと彼にあれこれ指示を与え続けた。このボートは漕ぎ手はピューチェンと見張り番のフレデリック・フリートしかいなかったので、ピューチェンは、舵取りは女性に任せてヒッチェンスに漕ぐのを手伝うよう要求したが、ヒッチェンスは耳を貸さず「責任者は俺だ。黙って漕げ」とピューチェンに言い返した。フリートに対しても一度「右舷の奴、オールを入れる角度が悪いぞ」と怒鳴り散らしている。さらにエドワード・スミス船長がメガホンで6号ボートに「舷門につけろ」と指示してもヒッチェンスは「船に戻るなんてご免だね。他人の命より自分の命だ」と述べて船長命令を無視してボートを戻さなかった。
タイタニック沈没後にはマーガレット・ブラウン(モリー・ブラウン)を筆頭に数人の女性客が海に落ちた人を助けに戻りましょうと提案したが、ヒッチェンスは大勢の人間がボートにしがみついてきてボートが転覆することを恐れて拒絶した。ピューチェンも助けに戻るべきだと主張したが、ヒッチェンスは「戻っても無駄だ。死体がたくさんあるだけだ」と怒鳴りつけてピューチェンを黙らせ、男たちに漕ぐのをやめろと指示してボートを波に任せた。我慢できなくなったモリーは、ヒッチェンスが船尾に座って帆を身体にまいて寒さを凌いでいる隙に彼を押しのけて舵の柄を掴んだ。モリーの指示で女性客たちがオールを漕ぎ始めた。ヒッチェンスが近寄ろうとするとモリーは「一歩でも近づいたら海に投げ込んでやる」と凄んだ。ヒッチェンスは彼女を罵っていたが、16号ボートから移ってきた汽缶夫に「それがご婦人に対する口の利き方か」とたしなめられた。ヒッチェンスは「相手が誰かくらいわかっている。このボートの責任者は俺だ」と怒鳴り返したものの、うんざりしたのか、旗色が悪いと見たのか、ふてくされて黙ってしまった。結局この口論の間に助けを求める声は聞こえなくなり、引き返す意味がなくなったのでボートは夜の闇へ漕ぎ始めた。

### 事件後
カルパチア号に救出されてニューヨークに到着した後の4月24日、タイタニック号沈没に関するアメリカ上院の調査会で証言を行った。5月4日にイギリス・リヴァプールに帰国し、5月7日にタイタニック沈没を巡る英国海難委員調査会でも証言を行った。
事件後、2年ほど南アフリカに移住し、ケープタウンで港長をしていたといわれるが、真偽は定かではない。ヒッチェンスが南アフリカにいたかどうかも不明だが、彼の兄弟がこの時期ヨハネスブルクで暮らしていたことは確認されている。
1919年まではマグパイ号(Magpie)という小型船で三等航海士をしていた。1920年代の終わりころにはデヴォン州トーキーに移住。トーキーではボートチャーターの仕事をしており、1930年にはモーター船クイーン・メアリー号(Queen Mary)を知人ハリー・ヘンリー(Harry Henley)から購入したが、1931年のシーズンの事業の失敗でローンを支払うことができなかった。1931年末までには彼の妻や子供たちは彼のもとを離れてサウサンプトンへ移住したようである。ヒッチェンスの生活は荒廃し酒浸りになったという。
1933年にはハリー・ヘンリーを殺害しようとしたが失敗。殺人未遂で1937年まで服役した。釈放後の1940年9月23日に死去した。